# هيئة للحفاظ على الموارد البحرية الحية في القطب الجنوبي
 تعد اتفاقية حفظ الموارد الحية البحرية في القطب الجنوبي ، والمعروفة أيضًا باسم هيئة حفظ الموارد البحرية الحية في القطب الجنوبي، المعروفة اختصارًا بـ CCAMLR، جزءً من نظام معاهدة أنتاركتيكا.
فُتحت الاتفاقية للتوقيع في 1 أغسطس 1980 ودخلت حيز التنفيذ في 7 أبريل 1982 من قبل لجنة حفظ الموارد الحية البحرية في القطب الجنوبي، ومقرها في تسمانيا، أستراليا. الهدف هو الحفاظ على الحياة البحرية والسلامة البيئية في أنتاركتيكا وضواحيها.
كان هناك جزء كبير من المخاوف من أن الزيادة في صيد الكريليات في المحيط الجنوبي يمكن أن يكون لها تأثير خطير على سكان الحياة البحرية الأخرى التي تعتمد عليها للغذاء.
في عام 1989، أنشأت لجنة حفظ الموارد البحرية الحية في أنتاركتيكا برنامج رصد النظام الإيكولوجي (CEMP) لمواصلة رصد آثار صيد الأسماك وحصاد الأنواع في المنطقة.

## الدول الأعضاء
| الدول الأعضاء المنضمة | الدول المنضمة فقط |
| --------------------- | ----------------- |
| الأرجنتين             | بلغاريا           |
| أستراليا              | كندا              |
| بلجيكا                | جزر كوك           |
| البرازيل              | فنلندا            |
| تشيلي                 | اليونان           |
| الصين                 | موريشيوس          |
| الاتحاد الأوروبي      | باكستان           |
| فرنسا                 | بنما              |
| ألمانيا               | بيرو              |
| الهند                 | فانواتو           |
| إيطاليا               |                   |
| اليابان               |                   |
| كوريا الجنوبية        |                   |
| ناميبيا               |                   |
| هولندا                |                   |
| نيوزيلندا             |                   |
| النرويج               |                   |
| بولندا                |                   |
| روسيا                 |                   |
| جنوب إفريقيا          |                   |
| إسبانيا               |                   |
| السويد                |                   |
| أوكرانيا              |                   |
| المملكة المتحدة       |                   |
| الولايات المتحدة      |                   |
| الأوروغواي            |                   |

## المناطق البحرية المحمية (MPAs)
في عام 2009 ، وافقت اللجنة بتوافق الآراء على إنشاء شبكة تمثيلية للمناطق البحرية المحمية بحلول عام 2012. وكانت أول هيئة دولية تفعل ذلك بناء على توصيات مؤتمر القمة العالمي للتنمية المستدامة للأمم المتحدة . في عام 2011، حددت تسعة مجالات تخطيط يتم من خلالها تحديد هذه المناطق المحمية.
| المنطقة البحرية المحمية      | بحجم                    | الحالة | مقترح | مقترح من                            | التحديد |
| ---------------------------- | ----------------------- | ------ | ----- | ----------------------------------- | ------- |
| جزر أوركني الجنوبية          | 94,000 كم 2             | محددة  |       | المملكة المتحدة                     | 2009    |
| روس سي                       | 1.55 مليون كيلومتر مربع | محددة  | 2012  | نيوزيلندا ، الولايات المتحدة        | 2016    |
| شرق القارة القطبية الجنوبية  | 950,000 كيلومتر مربع    | اقتراح | 2010  | أستراليا ، فرنسا ، الاتحاد الأوروبي | لا يوجد |
| بحر ويديل                    | 1,800,000 كيلومتر مربع  | اقتراح | 2016  | ألمانيا ، الاتحاد الأوروبي          | لا يوجد |
| شبه الجزيرة القطبية الجنوبية | 450,000 كم 2            | اقتراح | 2018  | الأرجنتين ، شيلي                    | لا يوجد |